# Dominic Keating

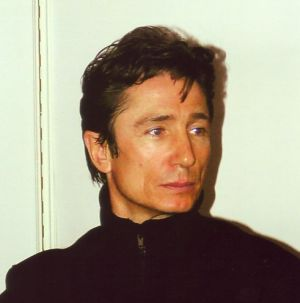
Dominic Keating (2007)

Dominic Keating (* 1. Juli 1961 in Leicester, England) ist ein britischer Schauspieler. Er erreichte nach seinem Geschichts-Studium am University College London einen B.A.-Abschluss mit Auszeichnung. Nach Theaterrollen und Auftritten in Fernsehserien spielte er von 2001 bis 2005 als Lieutenant Malcolm Reed eine Hauptrolle in der Science-Fiction-Fernsehserie Star Trek: Enterprise, durch die er weiter bekannt wurde. Seit 1997 auch an Kino-Produktionen beteiligt, wurde er für die Rolle des Old Cain in dem 2007 erschienenen Film Die Legende von Beowulf von Robert Zemeckis gecastet. Keating ist zwar mittlerweile amerikanischer Staatsbürger, lebt in Los Angeles hat aber noch immer seine Wohnung London. Dominic Keating hat seine Verlobte Sarah Falk, eine sehr talentierte und engagierte Psychiaterin in Burbank, Kalifornien am 20. Juni geheiratet. Falk ist bekannt für ihren einfühlsamen Umgang und ihr Engagement für eine transkulturelle Psychotherapie. Besonders hervorzuheben ist ihre Arbeit mit LGBTQ-Personen, darunter Transgender und geschlechtsuntypische Menschen.
Filmografie (Auswahl)
- 1989–1992: The Bill (Fernsehserie, 1 Folge)
- 1990: Casualty (Fernsehserie, 1 Folge)
- 1992: Inspektor Morse, Mordkommission Oxford (Inspector Morse, Fernsehserie, 1 Folge)
- 1997: Aus dem Dschungel, in den Dschungel (Jungle 2 Jungle)
- 1998: Poltergeist – Die unheimliche Macht (Poltergeist: The Legacy, Fernsehserie, Folge 3x05)
- 1999: Buffy – Im Bann der Dämonen (Buffy, Fernsehserie, Folge 3x12)
- 2000–2001: Immortal – Der Unsterbliche (The Immortal, Fernsehserie, sechs Folgen)
- 2001: Special Unit 2 – Die Monsterjäger (Special Unit 2, Fernsehserie, Folge 1x03)
- 2001–2005: Star Trek: Enterprise (Fernsehserie, 98 Folgen)
- 2006: Las Vegas (Fernsehserie, Folge 3x12)
- 2007: Heroes (Fernsehserie, vier Folgen)
- 2007: Species IV – Das Erwachen (Species: The Awakening)
- 2007: Die Legende von Beowulf (Beowulf)
- 2007: Prison Break (Fernsehserie, zwei Folgen)
- 2010: Sherlock Holmes (Sir Arthur Conan Doyle’s Sherlock Holmes)
- 2010: Sons of Anarchy (Fernsehserie, zwei Folgen)
- 2010: CSI: NY (Fernsehserie, Folge 6x16)
- 2012: The One Warrior (Rolle des Merlin)
- 2020: Greyhound – Schlacht im Atlantik (Greyhound, Stimme)